# خطط الشام
خطط الشام سلسلة كتب للمؤلف محمد كردعلي صدر في بداية القرن العشرين تحديداً في عام 1925، وقد استغرق العمل على جمعه وتنقيحه خمسة وعشرون عاماً. تتألف السلسلة من ستة مجلدات.

## المحتوى

### المجلد الأول
تناول تاريخ المنطقة الشامية منذ فجر التاريخ و حتى الحروب الصليبية و دولة طجكستان و بقايا السلاجقة، غاص عبرها في تعريف الشام و سكانها و لغاتها قبل أن يتوغل في تاريخها قبيل الاسلام.

### المجلد الثاني
يواصل رحلته مع تاريخ المنطقة بدءً من الدولة النورية ووصولاً إلى المرحلة المتأخرة من العهد العثماني بزمن أحمد الجزار ويستطرد الحديث وصولاً لنهاية الدولة العثمانية وأسباب سقوطها.

الطبعة الثانية للسلسلة بعد تعديلها بخط يد المؤلف و إذن ورثته بالطباعة

### المجلد الثالث
تناول تجزئة الشام بين فرنسا و انكلترا وصولاً لتاريخ الصهيونية و اليهود مؤكداً على عدم أحقية اليهود بأرض فلسطين ( لدثور قوميتهم، و تشتت نزعاتهم و عاداتهم لكون اليهود يجمعهم الدين و تفرقهم الأمم).
لينتقل مباشرة لتحري وسَبر أغوار المستقبل القريب متحدثاً عن التقاسيم الإدارية الحديثة بدءً من التقاسيم القديمة قبل الإسلام ووصولاً إلى الدول الشامية التي أقيمت خلال الربع الأول من القرن العشرين مستشهداً بالوثائق والمعاهدات التي كانت في خلفية تلك الدول ومن ثم الحركات السياسية التي عاصرت ذلك الزمان التي قسمت المنطقة إلى دول وكيانات.

### المجلد الرابع
يفتتح الجزء الرابع حيث تبدو المنطقة أكثر تماسكاً وتناول المنطقة ككل واحد بدءاً من أقدم شعوب الشام ووصولاً للأزمنة الحديثة من حيث جوانب الآداب والعلوم والفنون والإصلاح الفكري ومتوقفاً مطولاً عند الفنون الجميلة وخصوصاً فن التمثيل.

### المجلد الخامس
سُلط الضوء في هذا الجزء على الزراعة الشامية وأنواعها وأصنافها وأماكن تواجدها والصناعات بأنواعها ومن ثم التجارة وأشكالها، والإطلال على الجيوش وتشكيلاتها و تاريخ أساطيلها ومن ثم تناول الجباية والخراج والأوقاف والحسبة والبلديات والطرق والموانئ والمرافئ،
وقد أفرد فصلاً كاملاً عن البريد والبرق والهاتف فالمصانع والقصور، ضمن إطار الهندسة العمرانية.

### المجلد السادس
أُفرد هذا الجزء للحديث عن الأديرة و الكنائس نشاط الرهبان، ثم المساجد و المدارس والخوانق والربط والزوايا والمستشفيات ودور الكتب والآثار ومن ثمَ الأديان والأعراق والملل والمذاهب والأخلاق التي واكبت تلك الحقبة من الزمن.
خاتماً بهذا كله بسيرة مفصلة عن حياته ونضالاته الفكرية والسياسية.

## مقتطفات من الكتاب

المؤرخ محمد كردعلي 1876 - 1953رئيس مجمع اللغة العربية بدمشق

(( موضوع الخطط أمر جليل و يتعين الإحاطة به على كل من يحب أن يعرف أرضه ليخدمها و يستفيد منها، وأحق الناس بمعرفة بلد، أهله وجيرانه ومن لم يرزق حظاً من الاطلاع على ما حوى موطنه من الخيرات، وما أتاه أجداده من الأعمال، لا ينهض بما يجب عليه ليؤثر الأثر النافع في الحال والمآل، ومن أجدر من الأبناء والأحفاد بالرجوع إلى سجلات الآباء والأجداد.))
بهذه العبارات بدأ المؤلف كتابته لسلسة خطط الشام، وحدد غايته الأساسية من وضع واحداً من أهم الكتب العربية التي صدرت بتلك الحقبة.
ولدت فكرة الكتاب إثر النجاح والاستحسان اللذين كانا من نصيب تسعة فصول في عمران دمشق التي نشرها في مجلة (المقتطف) في عام 1899 م.
و تقوم فكرة السلسلة على البحث في تخطيط دمشق و ما حولها والبحث في تاريخ البلد و حضارته.
كما يقول الكاتب: إن فن كتابة الخطط هو فن قديم في الثقافة العربية و الإسلامية محدداً أن أول من كتب و صنف في الخطط كان الحسن بن زولاق المصري ، و المقريزي - صاحب أشهر خطط في الثراث العربي، حيث يرى أن الأول كان أبو عمر بن يوسف الكندي وتلاه القاضي القضاعي، و من ثم أتت (االخطط التوفيقية) أو خطط القاهرة لمؤلفها علي مبارك. وبنفس الفترة تمت كتابة كتاب خطط الشام حيث كانت بمثابة زبدة الوقائع والكوائن، وأخبار الصعود والتدني، والمظاهر الغربية التي ظهرت في غالب الأعصار.
حيث يقول في كتابه الموسوعي..
( فوقع في النفس بعد ذلك الاستحسان أن أتوسع في هذا البحث وأدرس عمران الشام كله، لأن صورة العاصمة وحدها لا تكفي للدلالة على حالة القطر). مضيفاً كرد علي (من الإشراف على الأطراف قد تعرف صحة الجسم السليم عامةً والقلب خاصةً و من اهتم بالجزء كان حرياً أن يضاعف العناية بالكل).
تم بناء لَبِنَات الكتاب امتداداً لتصفح الكاتب بكل ما ظَفرَ به من المخطوطات و المطبوعات باللغة العربية والتركية والفرنسية، قاصداً دور الكتب الخاصة و العامة في العديد من المدن العربية والعالمية، وقد عنى الكاتب الشام بأنها الاصقاع التي تتناول ما اصطلح العرب على تسميته بهذا الاسم و التي تمتد من سقي النيل اليى سقي الفرات ومن سفوح طوروس إلى أقصى البادية. وما قصده هو سوريا وفلسطين.